# Сирано де Бержерак
Сирано де Бержерак (фр. Hercule-Savinien de Cyrano de Bergerac; Париз, 6. март 1619 — Саноа, 28. јул 1655) био је француски драмски писац и дуелиста родом из Париза, данас најпознатији по фиктивним делима која се баве његовим животом, а од којих је најпознатија драма Едмона Ростана названа по њему. У тим делима се често описује као особа с огромним носем. Портрети сугеришу да је заиста имао носину иако не тако велику као у Ростановој драми.

## Живот и рад
Право име му је Савињен де Бержерак (Бергерац) тако се звало мало имање којим је господарио пишчев отац.
О њему је створено много легенди. Сирано уопште није био Гаскоњац, каквим га је приказао Ростан, него Парижанин. Порекло је водио из ситне, осиромашене племићке породице. Образовање је добио на колежу Бове, који је био под париским универзитетом. Из школе је понео добро познавање латинског језика и античке књижевности. Завршивши школу (1637) узалуд је покушавао да продре у виши свет. Време је проводио са младим песницима и књижевницима по крчмама. Лишен очеве помоћи, Сирано је ступио у војску (1639-1641), у којој је неколико пута био рањен. Вративши се у Пари, опет је почео живот књижевног боема, покушавао да поправи своју ситуацију картањем и стекао репутацију кавгаџије и скандалисте. Писао је песме, које није штампао и радио на свом филозофском образовању.
Године 1645, Сирано се разболео од у оно доба неизлечиве болести, последице неуредног живота. Болест је сасвим изменила његов карактер и начин живота. Много времена је посвећивао књижевном раду. Тада тражи по тадашњем обичају моћног покровитеља и налази га у војводи д’ Арпаржону. Умро је млад, несрећним случајем. Пред смрт је одбио да се помири с црквом.

## Стваралаштво
Књижевна заоставштина Сиранова није велика, али је врло разноврсна. Дао је допринос готово свим стиловима који су били раширени у његово време и окушао се у свим главним књижевним родовима.

### Дела
- Комедија "Исмејани педант"
- Трагедија "Смрт Агрипнина"
- Стиховани памфлети названи "мазаринаде" пошто су били непријатељски расположени према владавини кардинала Мазарена:

1. "Министар пропалица",
2. "Несебични новинар",
3. "Савремена Сибила",
4. "Верни саветник" и
5. "Жалбе трију сталежа краљици регенткињи"

- Прозна писма и памфлети (у њима нападао политичаре, лекаре, духовна лица)
- писма, посебно љубавна
- Научно-фантастични романи:

1. "Други свет" или "Државе и царства на месецу" и
2. "Комична историја држава и царства на сунцу"[2]